# Mackenzie Davis
Pour les articles homonymes, voir Davis.
Mackenzie Davis [məˈkɛnzi ˈdeɪvɪs], née le 1er avril 1987 à Vancouver (Colombie Britannique), est une actrice et chanteuse canadienne.

## Biographie

### Formation
Mackenzie Rio Davis naît à Vancouver, dans la province de Colombie-Britannique (Canada) d'une mère sud-africaine, Lotte, et d'un père britannique, John Davis. Respectivement graphiste et coiffeur, ils sont les propriétaires de AG Hair Care (en). Davis finit ses études secondaires à l'école privée Collingwood School (en) dans le quartier de West Vancouver en 2005, puis étudie la littérature anglaise à l'Université McGill, à Montréal. Enfin, elle va étudier la comédie à l'école Neighborhood Playhouse de New York, aux États-Unis.

### Carrière

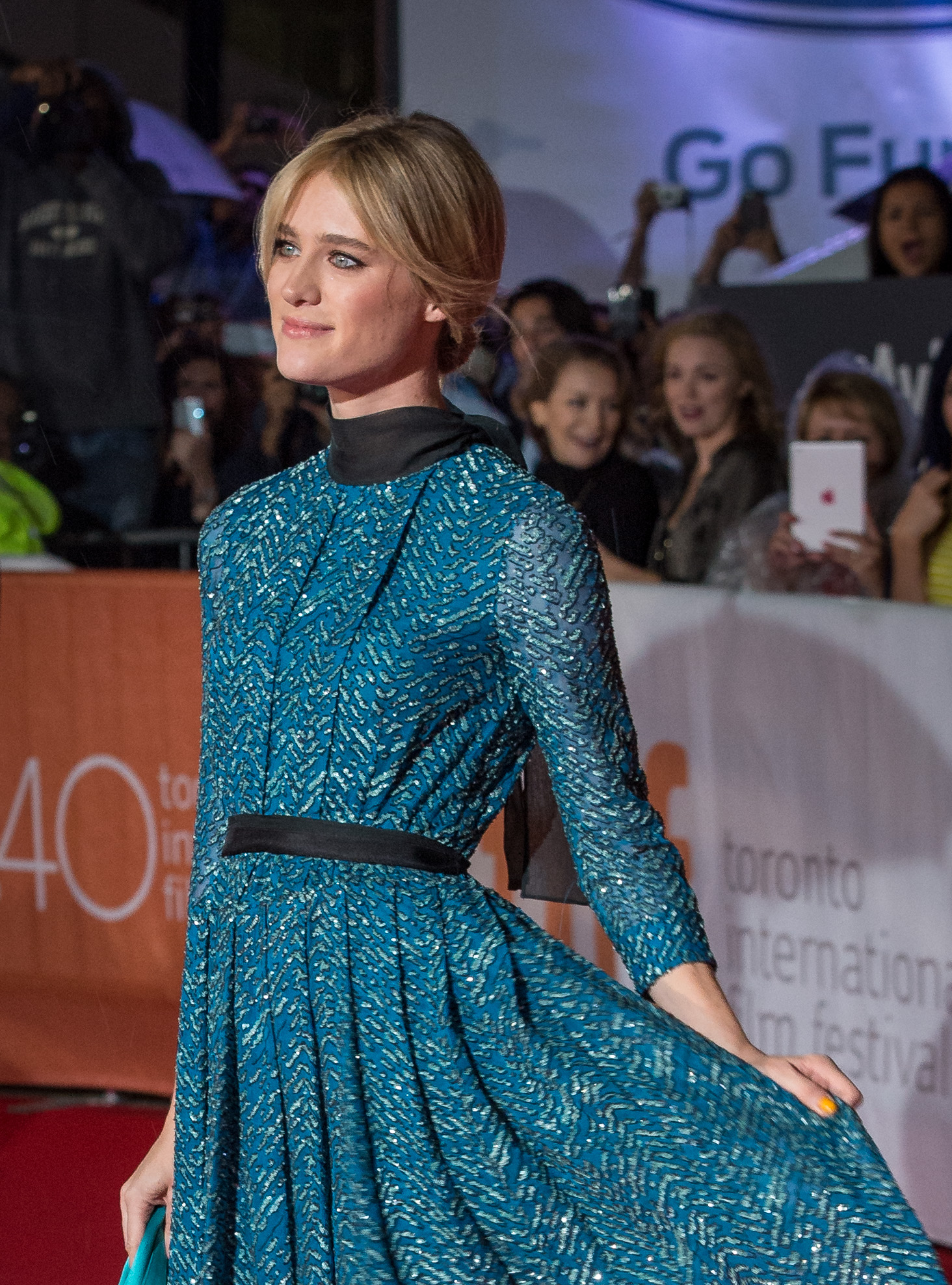
Davis au Festival international du film de Toronto 2015.

Elle a commencé sa carrière en 2012 dans Smashed, avant d'être repérée par Drake Doremus qui lui donne un second rôle dans Breathe In, sorti en 2013. Elle a reçu un Canadian Screen Award après avoir été sélectionnée pour Et (beaucoup) plus si affinités (2013).
De 2014 à 2017, elle incarne Cameron Howe, la programmeuse informatique dans Halt and Catch Fire. En parallèle, elle apparait en 2015 dans Seul sur Mars de Ridley Scott, jouant Mindy Park, une ingénieure des communications satellite, aux côtés de Matt Damon. En 2016, elle incarne Yorkie dans l'épisode San Junipero de Black Mirror et joue Mariette l'année d'après dans Blade Runner 2049 de Denis Villeneuve,. 
En 2018, elle donne la réplique à Charlize Theron dans Tully. En 2019, elle incarne le super-soldat Grace dans Terminator: Dark Fate, sixième volet de la franchise Terminator qui marque le retour de Linda Hamilton dans la peau de Sarah Connor, ainsi que la présence d'Arnold Schwarzenegger qui joue pour la cinquième fois le rôle du T-800.
En 2020, elle apparait aux côtés de Kristen Stewart dans la seconde réalisation de Clea DuVall, le film de Noël Ma belle-famille, Noël et moi, dans lequel elle incarne une jeune femme gay qui n'a pas encore fait son coming out à sa famille, malgré sa venue avec sa petite-amie pour les fêtes. 
En 2021, elle incarne un des principaux personnages dans la minisérie d'HBO Max Station Eleven.
En 2022, elle joue dans le troisième épisode de la troisième saison de la série télévisée d'animation d'anthologie pour adultes Love, Death and Robots.

## Filmographie

### Cinéma
- 2011 : Alex (court-métrage) : Terri
- 2012 : Smashed de James Ponsoldt : Millie
- 2012 : The Hat Goes Wild de Guy Sprung : Cathy
- 2013 : Défendu (Breathe In) de Drake Doremus : Lauren Reynolds
- 2013 : Et (beaucoup) plus si affinités (The F Word) de Michael Dowse : Nicole
- 2013 : Bad Turn Worse de Simon Hawkins et Zeke Hawkins : Sue
- 2013 : Plato's Reality Machine de Myles Sorensen : Sophia
- 2014 : Célibataires... ou presque (That Awkward Moment) de Tom Gormican : Chelsea
- 2014 : Emptied (court métrage) de David Ferino : Dr Charlotte Laurence
- 2015 : A Country Called Home (en) de Anna Axster : Reno
- 2015 : Seul sur Mars (The Martian) de Ridley Scott : Mindy Park
- 2015 : Freaks of Nature de Robbie Pickering : Petra
- 2016 : Always Shine de Sophia Takal : Anna
- 2017 : Izzy Gets the F*ck Across Town (en) de Christian Papierniak : Izzy
- 2017 : Blade Runner 2049 de Denis Villeneuve : Mariette
- 2018 : Tully de Jason Reitman : Tully
- 2019 : Terminator: Dark Fate de Tim Miller : I-950 / Grace Madison
- 2020 : The Turning de Floria Sigismondi : Kate
- 2020 : Irresistible de Jon Stewart : Diana Hastings
- 2020 : Ma belle-famille, Noël et moi (Happiest Season) de Clea DuVall : Harper Caldwell
- 2023 : Alpha Gang de David et Nathan Zellner
- 2024 : Speak No Evil de James Watkins : Louise Dalton

### Télévision

#### Séries télévisées
- 2012 : I Just Want My Pants Back :
- 2014-2017 : Halt and Catch Fire : Cameron Howe
- 2016 : Black Mirror - saison 3, épisode 4 San Junipero : Yorkie à 20 ans.
- 2021 : Station Eleven

### Productrice
- 2014 : Send (court métrage) de Peter Vack

## Voix francophones
En version française, Mackenzie Davis est notamment doublée à trois reprises par Claire Morin dans Blade Runner 2049, Terminator: Dark Fate et Ma belle-famille, Noël et moi ainsi qu'à deux reprises par Ingrid Donnadieu dans Tully et Station Eleven. Dans la série Halt and Catch Fire, si elle est majoritairement doublée par Séverine Cayron, c'est Sophie Frison qui la double dans la deuxième saison de la série. 
Enfin, l'actrice est doublée à titre exceptionnel par Caroline Santini dans Seul sur Mars, Edwige Lemoine dans Freaks of Nature, Justine Hostekint dans Black Mirror et Audrey D'Hulstère dans Irresistible.